# Emilio Herrera y Velasco
Emilio Herrera y Velasco (Málaga, 1839-Barcelona, 1892) fue un pintor español.

## Biografía
Pintor natural de Málaga, donde nació el 24 de julio de 1839, fue discípulo de la Escuela especial de Pintura de Antonio Maqueda y de Bernardo Ferrándiz. Presentó en la Exposición Nacional de 1871 una Escena de costumbres marítimas en las playas de la Caleta en Málaga.  Fueron también obra del mismo: Una marina, que regaló en 1879 para la rifa celebrada en Málaga en favor de las víctimas de una inundación; La captura del Virginius por el Tornado; Una fiesta en la plaza; La torre de San Telmo, y la Llegada del Rey D. Alfonso al puerto de Málaga. Falleció en Barcelona el 27 de octubre de 1892.